# Ásványi olaj
Az ásványi olaj vagy folyékony petrolátum a kőolajból történő benzinkészítés egyik mellékterméke. A szerves kémiában a telített szénhidrogének elnevezést használják rá. Színtelen, átlátszó vegyületek keveréke, melyet főként 15-40 szénatom hosszúságú alkánok alkotnak, valamint ciklikus paraffinok, amik a vazelinben is megtalálhatók. Mivel az üzemanyaggyártás mellékterméke, ezért nagyon nagy mennyiségben, és viszonylag olcsón áll rendelkezésre. Minősége széles skálán mozog, az egyszerű kenőolajtól kezdve egészen az orvosi tisztaságú ásványi olajig.

## Felhasználási területei
Alacsony ára és folyamatos, nagy mennyiségben történő előállítása miatt nagyon széles körben alkalmazzák. Leggyakrabban síkosítóként használják, ugyanis csak mérsékelten mérgező, és csak kevéssé reakcióképes, ugyanakkor kiváló kenőanyag.

### Gyógyászatban
Az ásványi olajat néha hashajtóként alkalmazzák, ugyanis szájon át a szervezetbe kerülve (ha nincs emulzióban) egyáltalán nem szívódik fel, viszont gátolja a víz felszívódását a bélből. Ennek hatására a széklet magasabb víztartalmú lesz, és gyorsan, általában hat órán belül távozik.
Mindezek ellenére használatával óvatosan kell bánni ugyanis ha a tüdőbe jut, a szervezet nem tudja onnan eltávolítani, így súlyos betegséget, komplikációkat okozhat.
Számos országban a babaolajban is ásványi olaj található, melyet mint hidratáló anyag adnak hozzá.

#### Állatgyógyászat
A megfelelő tisztaságú ásványi olajat az állatok védőoltásába megfelelő mennyiségben adagolva elősegíti a sejtvezérelt immunválaszt. Egyes baromfitelepeken bevett szokás, hogy a baromfi lábát vékony rétegben befújják ásványi olajjal, mert ezáltal a ketrecben található élősködők megfulladnak.

### Kozmetikumok
Az olcsó, általános használatra szánt babaolajok, hidratálók nagyon gyakran tartalmaznak ásványi anyagot, általában a drágább, természetes olajok alternatívájaként.

### Ipari alkalmazások
Az iparban az ásványi olajat gyakran alkalmazzák, mint elektromosságot nem vezető kenőanyag. A nagy tisztaságú ásványi olaj a transzformátorokban is megtalálható. Egyes elektromos tűzhelyek és olajradiátorok is ezt az anyagot használják.
Mivel a levegőben található nedvességet nem köti meg, ezért ideális a szabadon lévő, mozgó felületek kenésére, például a kerékpár csapágyainak, vagy magának a láncnak a kenésére.

### Állagmegőrzés
Mivel a levegőben található nedvességet nem köti meg, ezért a levegő nedvességtartalmával reakcióba lépő anyagokat lehet benne tárolni. Például az alkálifémeket (például lítium) sokszor tárolás előtt ásványi olajba mártják, így az bevonatot képez a felületükön, és nem oxidálódnak. Ugyanezen elv alapján szokás a fémből készült fegyvereket, elsősorban a késeket időnként ásványi olajjal átkenni.
Használható továbbá bőrből készült tárgyak ápolására is, például cipőápolóként, bár általában naftalinnal, lanolinnal, terpentinnel, vagy karnaubaviasszal helyettesítik.

### Élelmiszeripari felhasználás
Mivel meggátolja a víz felszívódását, valamint színtelen, szagtalan és íztelen anyag, ezért vágódeszkák és más, fából készült konyhai eszközök kezelésére szokták alkalmazni. Az így kezelt felületbe nem szívódnak bele a különféle vegyületek, valamint a tisztításuk is egyszerűbb. Néha a tepsik, serpenyők felületének síkossá tételére is alkalmazzák, de általában inkább növényi olajokat használnak erre a célra. 
Az élelmiszeriparban az élelmiszereket készítő gépsorok kenésére, alkatrészek síkossá tételére, sütőformák kikenésére, valamint az élelmiszerek felületének fényessé tételére (pékáruk, édességek, gyümölcsök esetén) alkalmazzák E905a néven. 
Napi maximum beviteli mennyiségek nincs meghatározva, ugyanakkor nagy mennyiségben hashajtóként viselkedhet.

### Tisztítás
Az ásványi olaj használható más, nehezebb olajok eltávolítására, ugyanis fellazítja, és képlékenyebbé teszi azokat. Ezen kívül egyes olajban oldódó, apoláris festékek eltávolítására is alkalmazható.

## Lásd még
- Paraffin
- Vazelin
- Mikrokristályos viasz